# Містер Бертон
Містер Бертон — британський біографічний драматичний фільм 2025 року про раннє життя валлійського актора Річарда Бертона. Режисером є Марк Еванс, сценарій написали Том Буллог та Джош Хаямс, у головних ролях — Гаррі Лоуті як Бертон, а також Тобі Джонс та Леслі Менвілл. Прем'єра фільму в британських кінотеатрах відбулася 4 квітня 2025 року.

## Акторський склад
- Гаррі Лоуті — Річард Бертон
- Тобі Джонс — Філіп Бертон (театральний режисер)
- Леслі Менвілл — Ма Сміт
- Еймі-Ффіон Едвардс — Сіс
- Стеффан Родрі — Дік Дженкінс
- Анейрін Барнард — Елфед

## Виробництво
Проєкт був анонсований у лютому 2024 року, режисером став Марк Еванс за сценарієм, написаним Томом Буллогом та Джошем Хаямсом. Ед Талфан та Ханна Томас є продюсерами для Severn Screen, Тревор Меттьюз продюсує для Brookstreet Pictures, а Джош Хаямс — для Promise Pictures. Фільм також фінансується BBC Wales та Ffilm Cymru Wales у партнерстві з Creative Wales.
У травні 2024 року Гаррі Лоуті отримав роль молодого Річарда Дженкінса. Тобі Джонс зіграє пана Бертона, шкільного вчителя, який справив глибокий вплив на життя молодого учня Річарда Дженкінса, який пізніше став відомим як актор Річард Бертон. Леслі Менвілл зіграє квартирну господиню пана Бертона, а Еймі-Ффіон Едвардс та Анейрін Барнард — сестру та швагра молодого Дженкінса.
Основна зйомка розпочалася у липні 2024 року для випуску у 2025 році, щоб відзначити сторіччя з дня народження Річарда Бертона. Зйомки завершилися у серпні 2024 року.
Композитор Джон Харді є племінником Роберта Харді, давнього друга Річарда Бертона. Музика була записана Національним оркестром Уельсу BBC у Wales Millennium Centre у грудні 2024 року.